# Rheinfähre Koblenz

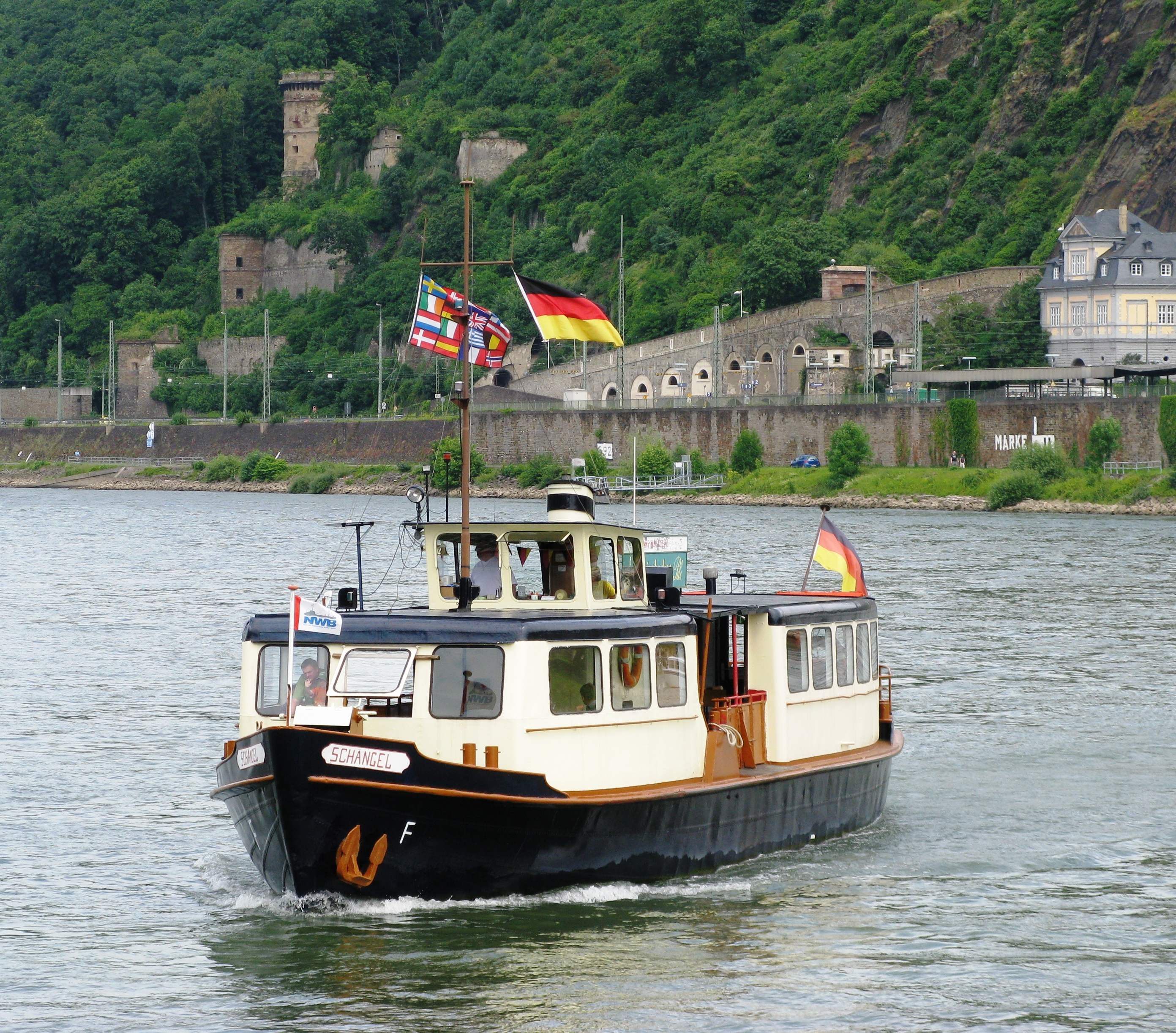
Die Personenfähre Schängel auf dem Rhein in Koblenz im Juni 2009

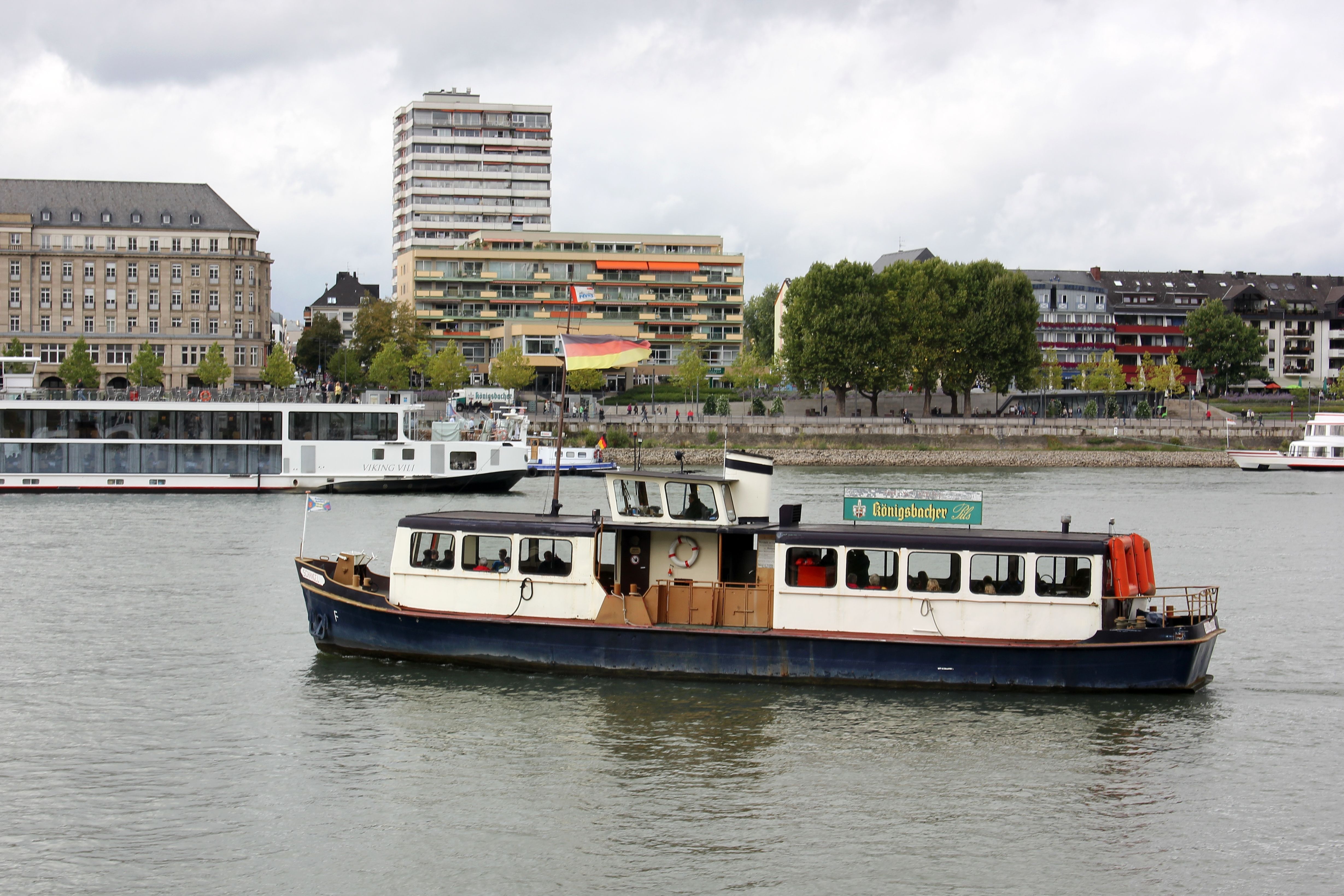
Auf der Fahrt von Ehrenbreitstein nach Koblenz

Die Rheinfähre Koblenz verkehrt auf dem Rhein in Koblenz bei Rheinkilometer 592 und verbindet die Altstadt in Höhe des ehemaligen Koblenzer Hofs mit dem Stadtteil Ehrenbreitstein.

## Geschichte
An gleicher Stelle diente von 1819 bis 1945 die Koblenzer Schiffbrücke und nach deren Zerstörung 1945 eine Behelfsbrücke bis 1947 und seitdem bis zum Bau der Pfaffendorfer Brücke, 1953, eine Wagenfähre der Verbindung der beiden Ufer.
Seitdem  übernahm das 1953 gebaute Personenfährschiff Schängel an gleicher Stelle die Verbindung. Die Personenfähre ist nach dem Koblenzer Lausbuben Schängel benannt.

## Fähre heute
Die Fährverbindung ist seit dem 1. April 2012 Partner im Verkehrsverbund Rhein-Mosel (VRM). Damit verbilligen sich die Fahrtkosten für diejenigen, die von der Innenstadt aus die Verkehrsverbindungen der rechten Rheinseite nutzen beziehungsweise die aus dem Rechtsrheinischen in die Innenstadt wollen. Die Rheinland-Pfalz-Tickets werden ebenfalls anerkannt. Betreiber der Fähre war bis Ende 2015 Hans-Jörg Kraeber. Seit 1. Mai 2016 wird die Fähre von der Reederei Gilles, Vallendar betrieben. Der neue Betreiber hat angekündigt, die Betriebszeiten auszuweiten und den bisherigen Ruhetag Montag entfallen zu lassen. Fährbetrieb war bislang in den Monaten April bis Oktober von Dienstag bis Sonntag in der Zeit von 9 bis 18 Uhr.
Die Fähre bietet sich auch für die Personen an, die die Fahrt mit der Seilbahn Koblenz scheuen.
In Koblenz kennt man noch zwei weitere Fährverbindungen über die Mosel. In den Sommermonaten bringt die Personenfähre Liesel hauptsächlich Gäste des Campingplatzes Neuendorf auf kurzem Weg zum Deutschen Eck und damit in die Innenstadt. Die Autofähre im Stadtteil Koblenz-Lay wurde 2013 eingestellt.
Vor Beginn des Fährbetriebs unter dem neuen Eigner wurde das 21 Meter lange und 5,49 breite Schiff umgebaut. Seitdem ist es weiß lackiert und das ursprünglich überdachte Vorschiff ist offen.